# Saša Kalajdžić
Saša Kalajdžić, né le 7 juillet 1997 à Vienne, est un footballeur international autrichien qui évolue au poste d'avant-centre aux Wolverhampton Wanderers.

## Biographie

### En club
Le 5 juillet 2019, Saša Kalajdžić signe un contrat de quatre ans avec le VfB Stuttgart, en provenance de l'Admira Wacker, l'indemnité de transfert étant estimée à 2,5 millions d'euros. Le 28 mai 2020, il fait ses débuts en entrant à la 78e minute face au Hambourg SV. Il se met en évidence lors du début de saison 2020-2021, en inscrivant trois buts en trois matchs de Bundesliga.
Le 31 août 2022, Kalajdžić s'engage pour cinq ans, plus un an en option avec Wolverhampton Wanderers pour un coût estimé à 18 millions d'euros.
Prêté à l'Eintracht Francfort lors du mercato hivernal 2024, il subit en février une rupture du ligament croisé antérieur du genou droit. C'est sa troisième blessure à un ligament, côté droit ou gauche, en cinq ans.

### En sélection
Avec les espoirs, il délivre deux passes décisives lors d'un match amical contre l'équipe de France, le 11 juin 2019 (victoire 3-1). Quelques jours plus tard, il participe au championnat d'Europe espoirs organisé en Italie. Lors de cette compétition, il joue deux matchs. Il se met en évidence en délivrant une passe décisive face à l'Allemagne. Avec un bilan d'une victoire, un nul et une défaite, l'Autriche ne parvient pas à dépasser le premier tour du tournoi.
En octobre 2020, il reçoit sa première convocation avec l'équipe d'Autriche. Convoqué pour disputer l'Euro 2020, il s'illustre en réduisant le score face à l'Italie sur une passe décisive de Louis Schaub. Les Autrichiens s'inclinent 2-1 lors de ce huitième de finale.

## Statistiques
| Saison                | Club                       | Championnat           | Championnat | Championnat | Coupe nationale | Coupe nationale | Coupe de la Ligue | Coupe de la Ligue | Supercoupe | Supercoupe | Compétition(s) continentale(s) | Compétition(s) continentale(s) | Compétition(s) continentale(s) | Total | Total |
| Saison                | Club                       | Division              | M.          | B.          | M.              | B.              | M.                | B.                | M.         | B.         | Comp.                          | M.                             | B.                             | M.    | B.    |
| 2017-2018             | Admira Wacker              | Bundesliga            | 18          | 3           | 2               | 0               | -                 | -                 | -          | -          | -                              | -                              | -                              | 20    | 3     |
| 2018-2019             | Admira Wacker              | Bundesliga            | 15          | 8           | -               | -               | -                 | -                 | -          | -          | -                              | -                              | -                              | 15    | 8     |
| Sous-total            | Sous-total                 | Sous-total            | 33          | 11          | 2               | 0               | 0                 | 0                 | 0          | 0          | -                              | 0                              | 0                              | 35    | 11    |
| 2019-2020             | VfB Stuttgart              | 2.Bundesliga          | 6           | 1           | -               | -               | -                 | -                 | -          | -          | -                              | -                              | -                              | 6     | 1     |
| 2020-2021             | VfB Stuttgart              | Bundesliga            | 33          | 16          | 3               | 1               | -                 | -                 | -          | -          | -                              | -                              | -                              | 36    | 17    |
| 2021-2022             | VfB Stuttgart              | Bundesliga            | 15          | 5           | -               | -               | -                 | -                 | -          | -          | -                              | -                              | -                              | 15    | 5     |
| 2022-2023             | VfB Stuttgart              | Bundesliga            | 3           | 0           | -               | -               | -                 | -                 | -          | -          | -                              | -                              | -                              | 3     | 0     |
| Sous-total            | Sous-total                 | Sous-total            | 57          | 22          | 3               | 1               | 0                 | 0                 | 0          | 0          | -                              | 0                              | 0                              | 60    | 23    |
| 2022-2023             | Wolverhampton Wanderers    | Premier League        | 1           | 0           | -               | -               | -                 | -                 | -          | -          | -                              | -                              | -                              | 1     | 0     |
| 2023-2024             | Wolverhampton Wanderers    | Premier League        | 11          | 2           | -               | -               | 2                 | 1                 | -          | -          | -                              | -                              | -                              | 13    | 3     |
| Sous-total            | Sous-total                 | Sous-total            | 12          | 2           | 0               | 0               | 2                 | 1                 | 0          | 0          | -                              | 0                              | 0                              | 14    | 3     |
| 2023-2024             | Eintracht Francfort (prêt) | Bundesliga            | 4           | 0           | -               | -               | -                 | -                 | -          | -          | C4                             | 1                              | 1                              | 5     | 1     |
| Sous-total            | Sous-total                 | Sous-total            | 4           | 0           | 0               | 0               | 0                 | 0                 | 0          | 0          | -                              | 1                              | 1                              | 5     | 1     |
| Total sur la carrière | Total sur la carrière      | Total sur la carrière | 106         | 35          | 5               | 1               | 2                 | 1                 | 0          | 0          | -                              | 1                              | 1                              | 114   | 38    |

## Palmarès
Avec le VfB Stuttgart, Saša Kalajdžić est vice-champion de 2.Bundesliga en 2019-2020.